# 宫城良田
宫城良田（日语：宮城 リョータ）是日本漫畫及動畫《灌籃高手》中的主要角色，其创作原型为前美職籃球員凯文·约翰逊。湘北高中籃球隊的球員，也是湘北五虎將之一，在隊中的位置是控球後衛。他擁有後衛敏銳的觀察力及迅捷的身手。是湘北先發球員唯一的二年級，（此刻他已經被指定為下一任隊長）也是縣內數一數二的後衛，在赤木和木暮引退後接任新隊長。並於原作連載完後的黑板漫畫中因閱讀領袖心理學的啟蒙影響，下定決心發誓要成為比赤木更嚴苛的魔鬼隊長。

## 介紹
宫城良田是沖繩人，從小父親過世，與大他三歲的哥哥，以及媽媽、妹妹相依為命，哥哥的球技很好，是良田籃球上的益友，不過國中時因海難過世，之後全家搬到神奈川，國中時與三井壽有過一面之緣。
小學開始就擔任控球後衛，被陵南的田岡教練認定為神奈川縣內的具有實力的後衛。與就讀同一所初中的隊友安田早已熟識。因對安西教練憧憬，斷然拒絕強豪高校們的邀請選讀湘北，當初他選擇加入湘北後曾考慮是否繼續打球，但他看到彩子在球場為隊員打氣時，便一見鍾情。於是便毫不猶豫地加入籃球部。
宫城良田暗戀的對象是球隊中的助理彩子。因為自負的性格，曾經與三井壽有過一段私人恩怨。當時三井帶了六人包圍著他，他自知沒有勝算，便集中對付三井，即使其他人對他拳打腳踢，他也決心要解決掉三井。結果兩人都被送院，並住了一段很長時間(劇場版住院原因是因為車禍)。其間，宮城錯過了多場湘北的練習賽。
宮城出院後不久，三井再次找宮城報仇，可是卻被櫻木花道破壞了好事。宮城當時因誤會其暗戀的對象彩子與櫻木正在交往(其實彩子在找宮城時偶遇櫻木而跟他同行)而跟櫻木衝突起來，其間兩人錯手傷了三井。可是，宮城與櫻木兩人的性格與動機非常相似，他們都曾連續被多名女孩子拒絕(櫻木50人，宮城10人)、大家都為了吸引心儀對象而加入籃球部。彼此了解過後，兩人一夜之間化敵為友。宮城是球隊裡面唯一以名字「花道」稱呼櫻木的人，櫻木則稱呼其為「良良」。
三井為了為自己討回一口氣，帶了一群不良分子，及好友兼打手鐵男帶頭到籃球部搗亂。其間，多名隊員包括流川都被鐵男打至頭破血流。宮城一直忍氣吞聲，直至彩子吃了一記耳光後終於忍無可忍出手反擊。後來，櫻木軍團出現為眾人解圍，三井最後亦悔過並回歸籃球部。

### 球技
作為控球後衛，宮城雖然身材不高，可是敏捷的身手，經常令對方高大球員防不勝防，原作中山王工業與湘北交戰前夕，山王工業的隊長兼控球後衛深津一成直言宮城是他最不擅長應付的快速型後衛。球隊進攻時，他的角色是支援赤木、流川及三井等得分能手，通常以快速傳球撕破對方防線，自己亦可憑速度切入快攻得分，但得分比率在先發五人中只比櫻木花道高，為輔助角色。他的速度十分驚人，擅長近距離上籃，防守也很強，常抄走對手的球。與流川及櫻木都是湘北快攻的來源。但他的中距離投射及罰球命中率，在後衛中卻是差強人意。他的假動作是其招牌，經常騙過對手後從容地取分。其後，宮城亦將其假動作傳授給櫻木。防守方面，靠著他的洞悉能力，經常能偷截對方的控球後轉守為攻。他打架時的絕招「飛身踢腿」，應用在籃球場上，令他的彈跳力十分驚人，並曾蓋掉一些比他高大的後衛火鍋，如藤真、越野。一般相信宮城良田的角色靈感來自於鳳凰城太陽隊的凯文·约翰逊和夏洛特黄蜂队的马格西·博格斯。

## 腳註
1. 1 2  灌籃高手單行本第23集47頁
2. ↑  資生堂Aleph的廣告